# Kettelburg
Die Kettelburg ist eine abgegangene spätmittelalterliche Niederungsburg bei Herdringen aus der Zeit zwischen dem 14. und 16. Jahrhundert.
Eine Linie der Familie von Ketteler ging aus den Besitzern von Haus Hüsten hervor. Die Ketteler waren eine Ministerialenfamilie der Grafen von Arnsberg.
Die Burg wurde erstmals als Besitz eines Dietrich Ketteler 1378 erwähnt. Sie liegt in dem Mündungswinkel eines Siepen in die Röhr. Die Burg gilt teilweise als Stammsitz der Kettelers. Cord Ketteler starb 1501 ohne Nachkommen. Erbin war Elisabeth Ketteler, die Johann von Hanxleden heiratete. Damit kamen Burg und Gut in den Besitz der Hanxleden. Die Besitzer verzogen nach Körtlinghausen, daher verfiel die Burg seit Anfang des 16. Jahrhunderts. Ein Wigand von Hanxleden übernahm 1543 die Burg und errichtet an etwas anderer Stelle eine neue Gräftenburg. Aus dieser ist später das Schloss Herdringen hervorgegangen.
Die Burg hatte einen annähernd ovalen Grundriss. Im Jahr 1979 wurden die Überreste untersucht. Zu sehen ist heute im Wesentlichen noch der Burghügel.